# Mandíbules (pel·lícula de 2020)
Mandíbules (títol original en francès Mandibules) és una pel·lícula de comèdia franco-belga del 2020 escrita i dirigida per Quentin Dupieux. És protagonitzada per David Marsais, Grégoire Ludig, Adèle Exarchopoulos , India Hair, Roméo Elvis, Coralie Russier, Bruno Lochet i Dave Chapman. Ha estat subtitulada al català.
Mandibules es va estrenar a la 77a Mostra Internacional de Cinema de Venècia el 5 de setembre de 2020. Es va estrenar a França el 19 de maig de 2021 per Memento Films. El seu llançament es va retardar diverses vegades des d'una data original de desembre de 2020 a causa de la pandèmia de la COVID-19.

## Argument
Manu dorm a la platja. Se li ofereix una missió pagada amb 500 dòlars: recuperar una maleta d'un home anomenat Michel Michel i lliurar-lo a algú. Aleshores roba un Mercedes vell i s'emporta el seu millor amic, Jean-Gab. Però, amb prou feines marxant, els dos babaus descobreixen una mosca gegant clavada al maleter del cotxe. Jean-Gab té llavors una idea brillant: guanyar diners amb la mosca després d'haver-la endreçat.

## Repartiment
- David Marsais com a Jean-Gab
- Grégoire Ludig com a Manu
- Adèle Exarchopoulos com a Agnès
- India Hair com a Cecile
- Romeo Elvis com a Serge
- Coralie Russier com Sandrine
- Bruno Lochet com a Gilles
- Marius Colucci com a oficial
- Thomas Blanchard com a oficial
- Raphaël Quenard com a Raimondo
- Gaspard Augé com a guàrdia de seguretat
- Philippe Dusseau com Michel Michel
- Olivier Blanc com el majordom
- Jean-Paul Solal com a Mestre Llop
- Dave Chapman com a The Fly

## Producció
El setembre de 2019, es va anunciar David Marsais, Grégoire Ludig, Adèle Exarchopoulos, India Hair, Roméo Elvis i Coralie Russier s'havien unit al repartiment de la pel·lícula, amb Quentin Dupieux dirigint a partir d'un guió que va escriure.
El personatge d'Exarchopoulos, Agnès, es va inspirar en l'activista ecologista sueca Greta Thunberg.
La fotografia principal va començar el 16 de setembre de 2019.

### Música
La banda sonora va ser composta per la banda anglesa Metronomy. El tema principal de la pel·lícula va ser estrenat per Because Music, el mateix dia que la pel·lícula es va estrenar als cinemes francesos.

## Estrena
La pel·lícula es va estrenar a la 77a Mostra Internacional de Cinema de Venècia el 5 de setembre de 2020. També va ser seleccionat per presentar-se al Festival de Cinema de Telluride el setembre de 2020, abans de la seva cancel·lació. Es va estrenar a França el 19 de maig de 2021.

## Recepció

### Recepció crítica
A l'agregador de ressenyes Rotten Tomatoes, la pel·lícula té una puntuació d'aprovació del 92 % basada en 62 ressenyes, amb una valoració mitjana de 7.4/10. El consens dels crítics del lloc web diu: "Mandibules troba l'escriptor i director Quentin Dupieux en un altre vol de fantasia completament original que captivarà el públic amb idees afins mentre desconcertarà als altres."

### Premis i nominacions
Al LIII Festival Internacional de Cinema Fantàstic de Catalunya Grégoire Ludig i David Marsais van rebre el premi al millor actor. A la 47a cerimònia dels Premis César Adèle Exarchopoulos fou nominada al  César a la millor actriu secundària i als 11ns Premis Magritte Roméo Elvis fou nominada al millor actor revelació.

## Futur
Durant una entrevista a la revista francesa CinemaTeaser el 24 de maig de 2021, Dupieux va donar a entendre que estava preparat per fer una seqüela si la pel·lícula superava les 500.000 entrades a França. La seqüela s'anomenaria Tentacles. Mandibules va acabar fent només 235.824 entrades a França.